# Gral·lina de Nova Guinea
La gral·lina de Nova Guinea (Grallina bruijnii) és un ocell de la família dels monàrquids (Monarchidae).

## Hàbitat i distribució
Habita zones rocoses i vores de corrents fluvials de les muntanyes de Nova Guinea.